# Stanisław Silberstein
Stanisław Silberstein (ur. 21 listopada 1869 w Łodzi, zm. prawdopodobnie 8 listopada 1942 w KL Auschwitz) – łódzki przemysłowiec pochodzenia żydowskiego, kupiec, działacz gospodarczy, społeczny, oświatowy, działacz polityczny, filantrop.

## Życiorys
Syn Markusa łódzkiego przemysłowca i Teresy z Cohnów. Po ukończeniu Wyższej Szkoły Rzemieślniczej w Łodzi (wbrew nazwie była to średnia szkoła zawodowa) studiował od 1888 r. w Akademii Handlowej w Antwerpii. Praktykę zawodową odbył w zakładach „Towarzystwa Akcyjnego Markusa Silbersteina” w Łodzi. W skład zarządu Towarzystwa wszedł w 1892 r. Kierował Towarzystwem Akcyjnym Przędzalni Czesankowej „Dąbrówka”. Na przełomie lat 1910 i 1911 razem ze swoim szwagrem Maurycym Poznańskim (1868–1937) w imieniu towarzystwa akcyjnego przejął akcje Piotrkowskiej Manufaktury A. Frumkin i S-ka oraz nabył w Piotrkowie osadę młynarską Bugaj. Od tego momentu piotrkowskie przedsiębiorstwa stały się częścią składową łódzkiego koncernu włókienniczego Silbersteinów. W czasie wojny w latach 1914–1918 przedsiębiorstwa poniosły znaczne straty wskutek rekwizycji niemieckich władz okupacyjnych i były unieruchomione. Po zakończeniu wojny stopniowo wznawiał produkcję w zakładach. Od 1919 r. był wiceprezesem, a po śmierci Maurycego Poznańskiego prezesem obu spółek: Towarzystwa Akcyjnego Marcusa Silbersteina i Piotrkowskiej Manufaktury SA, od stycznia 1935 r. połączonej z Towarzystwem Akcyjnym „Dąbrówka”.
Był właścicielem majątku ziemskiego w miejscowości Wysoka w powiecie będzińskim.
W latach 1930–1942 mieszkał stale we Francji. Podczas II wojny światowej jako Żyd został we Francji aresztowany i osadzony w obozie w Drancy, a następnie deportowany do obozu Auschwitz, gdzie zginął prawdopodobnie 8 listopada 1942 roku.

## Działalność polityczna, społeczna i filantropijna
W 1909 r. kandydował w Łodzi do I Dumy z ramienia Żydowskiego Komitetu Wyborczego, ale nie został wybrany. Był działaczem gospodarczym i społecznym, członkiem Urzędu Starszych Zgromadzenia Kupców m. Łodzi, Stowarzyszenia Udziałowego Przemysłowców Okręgu Łódzkiego do Zakupu Węgla, członkiem, a następnie wiceprezesem rady nadzorczej spółki tramwajów miejskich, czyli Towarzystwa Kolei Elektrycznej Łódzkiej (1913–1914). Był współzałożycielem i członkiem zarządu Banku Handlowego Wilhelma Landau w Łodzi (1913–1914), członkiem Komitetu Giełdowego, wiceprezesem Łódzkiego Komitetu Handlu i Przemysłu, członkiem Rady Pierwszego Łódzkiego Towarzystwa Wzajemnego Kredytu (1907–1909). Był współzałożycielem w 1899 r. i członkiem pierwszego zarządu Towarzystwa Doraźnej Pomocy Lekarskiej, czyli łódzkiego pogotowia ratunkowego, które powstało jako trzecie na ziemiach polskich i czwarte w Europie. Wspomagał materialnie Łódzkie Żydowskie Towarzystwo Dobroczynności, Dom Sierot Wyznania Mojżeszowego, kolonie letnie dla dzieci, Żydowski Szpital im. małżonków Izraela i Leony Poznańskich, uczestniczył w akcjach charytatywnych. W latach 1899–1901 był członkiem zarządu Łódzkiej Ochotniczej Straży Ogniowej. W 1913 r. był jednym z inicjatorów powołania Komitetu Robót Publicznych oraz członkiem Komitetu Budowy Kanalizacji i Wodociągów w Łodzi (nie spowodowało żadnych działań praktycznych, kanalizację zaczęło budować miasto od 1925 r. pod kierownictwem Stefana Skrzywana).
W 1903 r. projektował utworzenie Towarzystwa Szerzenia Postępu Przemysłowego im. Juliusza Kunitzera. Był działaczem Polskiej Macierzy Szkolnej (1905–1907), Towarzystwa Oświatowego „Wiedza” i Towarzystwa Żydowskich Szkół Średnich. Wspierał finansowo Szkołę Handlową Zgromadzenia Kupców w Łodzi, przewodniczył komitetowi budowy nowego gmachu szkoły (1905–1911) przy ul. Narutowicza 68, wchodził w skład Rady Opiekuńczej (1904–1914) i Towarzystwa Pomocy dla niezamożnych uczniów tej szkoły. Był inicjatorem powołania w Łodzi Polskiego Towarzystwa Teatralnego (1903) i członkiem zarządu do 1906 r. Działał w Towarzystwie Muzeum Nauki i Sztuki. W 1902 r. ufundował nagrodę pieniężną na konkurs dramatyczny im. Henryka Sienkiewicza, zorganizowany w Łodzi.
W 1908 r. był inicjatorem powstania Towarzystwa Oświatowego im. Elizy Orzeszkowej w Łodzi. Prowadziło ono założone w 1907 r. pierwsze polskie 7-klasowe gimnazjum żeńskie przy ul. Spacerowej (obecnie al. T. Kościuszki) 21. Kolekcjonował obrazy malarzy polskich i obcych, udostępniał obrazy ze swoich zbiorów na wystawy publiczne. Organizował plenery malarskie w majątku rodzinnym w Lisowicach koło Koluszek, nad Mrogą.
Odegrał ważną rolę w dziejach Łodzi i łódzkich Żydów w czasie I wojny światowej. Z jego inicjatywy drogą swoistego „zamachu stanu” został utworzony w sierpniu 1914 r. Tymczasowy Zarząd Gminy Żydowskiej, który rozwinął szeroką akcję pomocy dla łódzkich Żydów dotkniętych spowodowanym wojną kryzysem gospodarczym. 1 sierpnia 1914 r. przystąpił do tzw. Rady Czternastu, przekształconej wkrótce w Główny Komitet Obywatelski, którego został wiceprezesem. Do 1915 r. kierował również sekcją szkolną GKO. Po 1918 r. przez kilka lat był członkiem zarządu Towarzystwa Żydowskich Szkół Średnich w Łodzi. Był wiceprezesem Łódzkiego Towarzystwa Zwolenników Gry Szachowej. Swój księgozbiór w 1927 r. przekazał Miejskiej Bibliotece Publicznej w Łodzi. W 1927 r. wraz z siostrami przekazał nieruchomość przy ul. Nawrot 58 Łódzkiemu Żydowskiemu Towarzystwu Dobroczynności, a w 1938 r. Łódzkiemu Towarzystwu dla Dziewcząt Wyznania Mojżeszowego „Przytulisko” nieruchomość przy ul. Południowej 66 (obecnie ul. Rewolucji 1905 roku).
Był żonaty z Reginą Eiger (ur. 1 kwietnia 1876 w Częstochowie, zm. 1943 w Treblince), miał troje dzieci: Jakuba Jerzego (ur. 12 lutego 1896 w Łodzi), lotnika francuskiego (zginął w czasie I wojny światowej), Franciszkę Janinę Marię (ur. 18 czerwca 1897 w Łodzi, zm. 1925) i Marka Mariana Marcelego (ur. 28 września 1899 w Łodzi, zm. 9 listopada 1957 w Brazylii).